# Найоро

44°21′21″ пн. ш. 142°27′48″ сх. д. / 44.35583° пн. ш. 142.46333° сх. д.
Найоро́ (яп. 名寄市, なよろし, МФА: [najoro ɕi̥]) — місто в Японії, в окрузі Камікава префектури Хоккайдо.

## Короткі відомості
Розташоване в північній частині префектури, в районі западини Найоро. Центр комерції та молочної промисловості регіону. Місце покладів лімонітів незвичайної форми, що зареєстровані як пам'ятки природи. 2006 року поглинуло сусіднє містечко Фурен. Станом на 1 жовтня 2008 року площа міста становила 535,23 км². Станом на 31 березня 2017 населення міста становило 27 946 осіб.